# Trip Hawkins

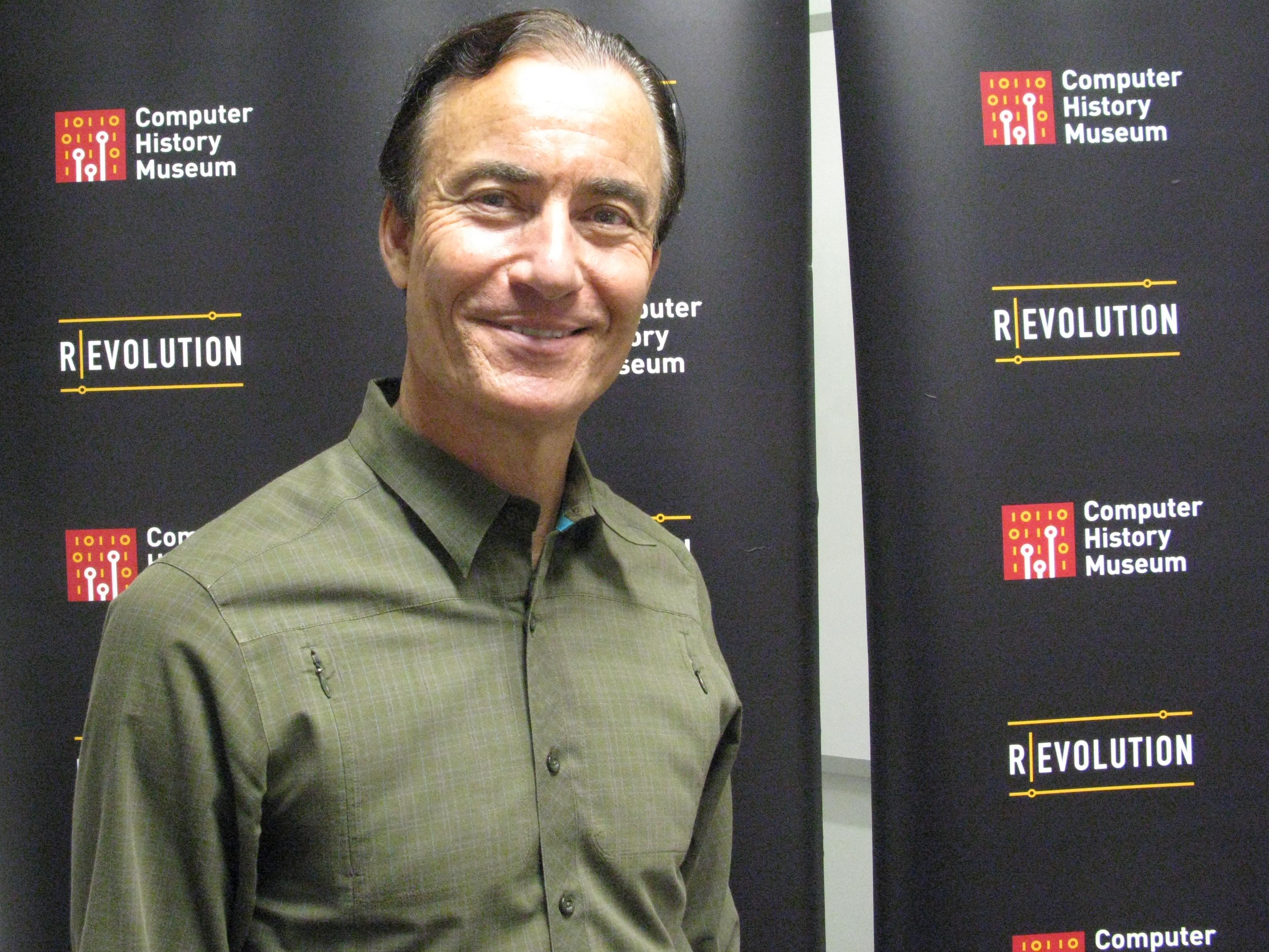
Trip Hawkins (2013)

William M. 'Trip' Hawkins III (* 28. Dezember 1953 in Pasadena, Kalifornien) ist ein US-amerikanischer Unternehmer und Spieleentwickler. Er ist der Gründer von Electronic Arts, der 3DO Company und Digital Chocolate.

## Biografie
Hawkins war Direktor der Strategie- und Marketingabteilung bei Apple im Jahr 1982, als er Electronic Arts (EA) gründete. Unter Hawkins stieg das Unternehmen zum weltweit größten Spieleentwickler und -publisher auf. Auch nach der Ablösung an der Spitze durch die 2008 erfolgte Fusion der Unternehmen Activision und Vivendi Universal Games zu Activision Blizzard gehört die von Hawkins gegründete Firma weiterhin zu den erfolgreichsten Computerspielverlegern.
1991 übergab Hawkins die Geschäftsführung von EA an Larry Probst. Obwohl er weiterhin Vorsitzender des Verwaltungsrates war, gründete er im selben Jahr The 3DO Company, wo er als CEO fungierte. Als 3DO 2003 in Konkurs ging, gründete Hawkins ein neues Softwareunternehmen namens Digital Chocolate. Das Unternehmen entwickelte vornehmlich Mobiltelefonspiele.
2005 wurde Hawkins als achte Person in die Hall of Fame der Academy of Interactive Arts & Sciences aufgenommen.
Er lebt mit seiner dritten Frau und vier Kindern in San Mateo, Kalifornien.